# Micropeza albiseta
Micropeza albiseta är en tvåvingeart som beskrevs av Leander Czerny 1932. Micropeza albiseta ingår i släktet Micropeza och familjen skridflugor.
Artens utbredningsområde är Costa Rica. Inga underarter finns listade i Catalogue of Life.